# Палеохора (дем Александрия)
Палеохора, още Палеохор или Палихор (на гръцки: Παλαιόχωρα или Παλαιοχώρα), е село в Република Гърция, дем Александрия, област Централна Македония.

## География
Селото е разположено на надморска височина от 10 m в областта Урумлък (Румлуки), на 5 km югоизточно от Александрия (Гида) и на 2 km северно от Бистрица (Алиакмонас).

## История
През Балканската война в 1912 година в селото влизат гръцки части и след Междусъюзническата в 1913 година Палеохора остава в Гърция. След Първата световна война в 1922 година в селото са заселени гърци бежанци. В 1928 година Палеохора е смесено местно-бежанско селище с 16 бежански семейства и 51 жители бежанци.
Населението произвежда памук и захарно цвекло.
| Година    | 1913 | 1920 | 1928 | 1940 | 1951 | 1961 | 1971 | 1981 | 1991 | 2001 | 2011 | 2021 |
| --------- | ---- | ---- | ---- | ---- | ---- | ---- | ---- | ---- | ---- | ---- | ---- | ---- |
| Население | 103  | 173  | 181  | 188  | 254  | 243  | 289  | 274  | 282  | 463  | 392  | 337  |